# حكومة صغيرة

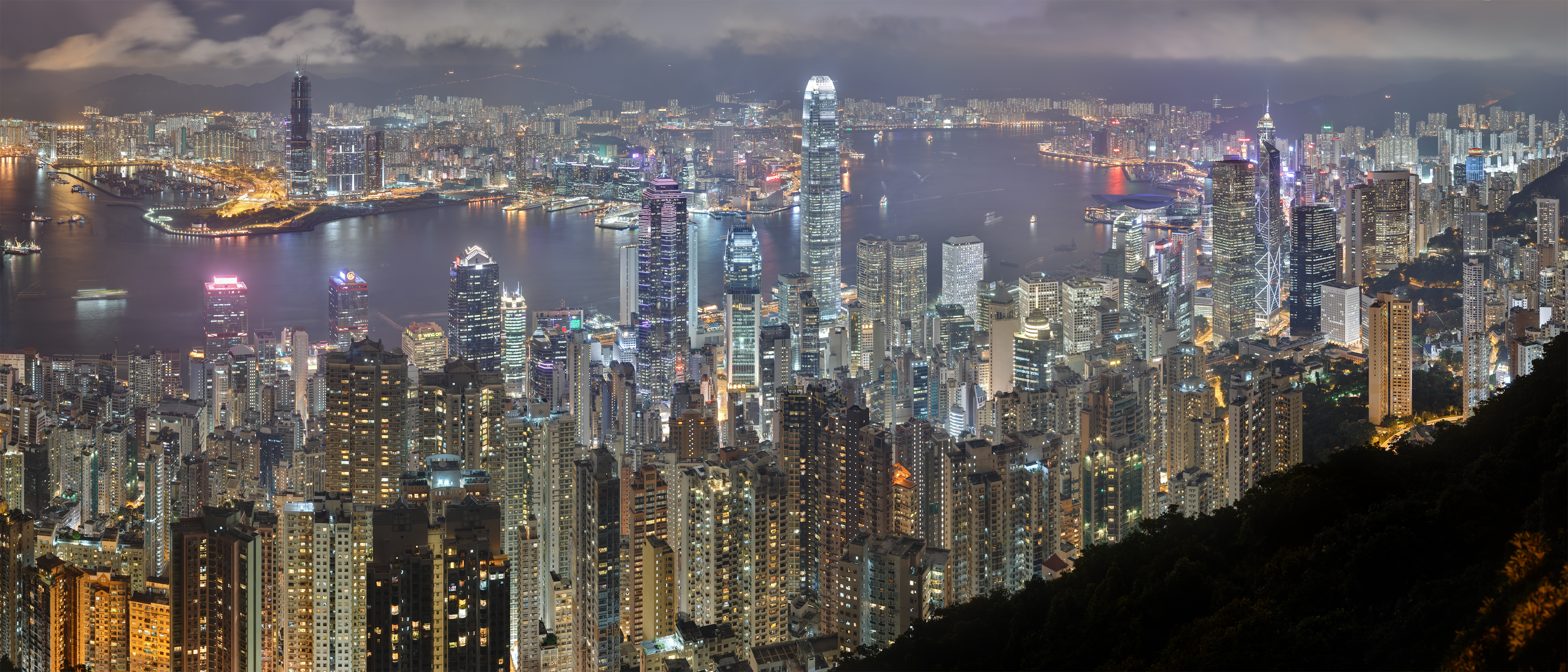
هونغ كونغ

الحكومة الصغيرة هي مبدأ اقترحه محافظو اليمين الجديد والتحررية اليمينية لوصف نظام سياسي واقتصادي يتضمن مشاركة مصغرة للحكومة في مجالات معينة من السياسة العامة أو من القطاع الخاص، ولا سيما في مسائل تعد مسائل شخصية أو خاصة. وقد تطرقت الليبرالية الكلاسيكية وبعض مدارس النزعة المحافظة والتحررية لهذه المسألة.
نظرًا إلى أن جذورها تعود إلى الفكر الليبرالي الكلاسيكي خلال عصر التنوير، فقد كانت الحكومة الصغيرة مفهومًا مطروحًا ضمن الأحزاب المحافظة في بلدان وأقاليم مثل أستراليا والدانمارك وهونغ كونغ ونيوزيلاندا والمملكة المتحدة والولايات المتحدة الأمريكية. وعلى الرغم من ذلك، فإن السياسات الخاصة التي ينبغي تبنيها من أجل تحقيق تقدم نحو جعل الحكومة أصغر، وكيفية تطبيق تلك السياسات، تبقى مسألة محل جدل كبير.

## حجم الحكومة مقابل وظيفتها
عند الإشارة إلى حجم وميزانية الحكومة، يشير مصطلح «الحكومة الصغيرة» في الفلسفة السياسية إلى إطار من المبادئ يكمن خلف الدور المحدود للحكومة أو وظائفها.

يعرّف المعجم الحكومة الصغيرة بأنها: 
مقاربة للحكومة تسعى إلى التقليل من دور الدولة، وبشكل خاص في تقديم الخدمات وتنظيم القطاع الخاص، وبذلك تستند الحكومة إلى هذه المبادئ.
ينال التمييز بين الحجم والوظيفة -والمبادئ المتبناة- أهمية محورية، إذ إنه من المحتمل أن يكون ثمة حاجة إلى زيادة النطاق الإجرائي خلال أوقات الحرب حتى لحكومة تقيَّد بدور محدود وتقدم خدمات وتشريعات ثانوية. خلافًا لذلك، فإن حكومة بهيكلية صغيرة ومحدودة من نواح أخرى، كحكومة ما قبل الحرب في الولايات المتحدة، قد ترتكب انتهاكات فظيعة لحقوق الأفراد عبر تبني العبودية وتطبيقها.

يصف مركز النضال من أجل حكومة صغيرة الحكومة الصغيرة بأنها حكومة: 
تقتصر بشكل صارم على الدفاع عن حيواتنا وحريتنا وملكيتنا، وهي حكومة تصون حقوق الأفراد وتبقى خارج الحروب غير الضرورية وتبقى تحت السيطرة وتمتلك ما يكفي من الشفافية لتكشف وتستأصل خلل الحكومة وهدرها وانعدام عدالتها.

## أستراليا
في السياسة الأسترالية، وصف آرون مارتين حزب العمال بأنه حزب حكومة كبيرة في حين وصف الحزب الليبرالي بأنه حزب حكومة صغيرة. ووصف تيم كولباتش أستراليا بأنها «واحدة من الحكومات الصغيرات الثلاث في العالم الغربي» وسلط الضوء على أن عائدات أستراليا، من بين الاقتصادات ال34 الأكثر تقدمًا، تحتل الدرجة التاسعة لأقل العائدات وأن إنفاقها يحتل المرتبة السابعة.

## الدنمارك
في عام 1993، ألف رئيس الوزراء الدنماركي المستقبلي آندرز فوغ راسموسن كتابًا بعنوان من الدولة الاجتماعية إلى الدولة المصغرة طرح فيه تأييده لإصلاحات شاملة لنظام دولة الرفاه وفقًا للخطوط الليبرالية الكلاسيكية. وعلى وجه التحديد أيد خفض الضرائب وتدخلًا أقل للحكومة في الشركات والمسائل الفردية. إلا أن راسموسن تخلى عن العديد من وجهات النظر التي طرحت في كتابه بانتقاله ضمن الحكومة نحو يمين الوسط وبتبنيه للبيئوية.

## هونغ كونغ
اتبعت هونغ كونغ سياسات الحكومة الصغيرة ومبدأ عدم التدخل لعقود من خلال الحد من تدخل الحكومة في الأعمال التجارية. وصف ميلتون فريدمان هونغ كونغ بأنها إقليم عدم تدخل وأعزى الفضل لتلك السياسة في الانتقال السريع من الفقر إلى الازدهار خلال خمسين عامًا. إلا أن البعض يحاجج بأنه بالنظر إلى أن هونغ كونغ كانت مستعمرة بريطانية وأن بريطانيا لم تكن سوقًا حرة، فإن نجاح هونغ كونغ لم يكن بفضل سياسات عدم التدخل.
نص تقرير يعود إلى عام 1994 أعدته مجموعة البنك الدولي أن الناتج المحلي الإجمالي للفرد في هونغ كونغ حقق نموًا بقيمة حقيقية عند معدل سنوي يبلغ 6.5٪ منذ العام 1965 حتى العام 1989، وقد كانت تلك نسبة نمو ثابت على امتداد نحو 25 عامًا. وبحلول العام 1990، تخطى دخل الفرد بشكل رسمي الدخل في المملكة المتحدة الحاكمة.
منذ العام 1995، صُنفت هونغ كونغ من قبل ذا هيريتيج فاونديشن وصحيفة وول ستريت جورنال بأنها تمتلك الأسواق الرأسمالية الأكثر ليبرالية في العالم. وقد وافق على ذلك معهد فريزر في عام 2007.